# Kościół św. Szczepana w Rogówku
Kościół św. Szczepana w Rogówku – katolicki kościół w Rogówku (Raguvėlė), (Litwa).
Ufundowany przez Józefa Komara, właściciela miejscowego majątku, drewniany kościół postawiono w 1796. 
Klasycystyczny budynek, zbudowany na planie prostokąta ma trzy nawy. Z zewnątrz zastosowano zdobienia w formie kolumn przyściennych oraz fryzu tryglifowego. Nad fasadą znajduje się trójkątny fronton, otoczony gzymsem kostkowym. Nad przednią częścią dachu zbudowano czworokątną wieżyczkę o śpiczastym dachu.
Przed świątynią, w rogach ogrodzenia znajdują się dwie murowane dzwonnice na planie kwadratu, dwukondygnacyjne, klasycystyczne.
W wyposażeniu wnętrza kościoła wyróżnia się bogato zdobiony prospekt organowy z 1795 oraz kilka obrazów (najstarsze z XVIII wieku).